# Amsterdamøya
Amsterdamøya (in italiano: Isola Amsterdam) è un'isola disabitata situata nella parte nord-occidentale dell'arcipelago norvegese delle isole Svalbard.
Si trova al largo della costa ovest di Spitsbergen, l'isola principale dell'arcipelago e fa parte della Terra di Alberto I. Il suo territorio è integralmente compreso nel Parco nazionale Nordvest-Spitsbergen.

## Geografia
L'isola ha una forma vagamente triangolare, è lunga circa 8 km e la larghezza massima è pari a 4 km, la superficie complessiva è di 18,8 km². Dalla punta pianeggiante a sud-est il terreno sale gradatamente fino ad arrivare ad un'elevazione di 472 m s.l.m. Vi sono numerosi piccoli ghiacciai come l'Annabreen e il Hiertabreen e diversi laghi: il principale è il Gjøavatnet nella parte nordoccidentale dell'isola.
È separata dall'isola di Danskøya dallo stretto di Danskegattet e dall'isola di Spitzbergen dallo Smeerenburgfjord.

## Storia

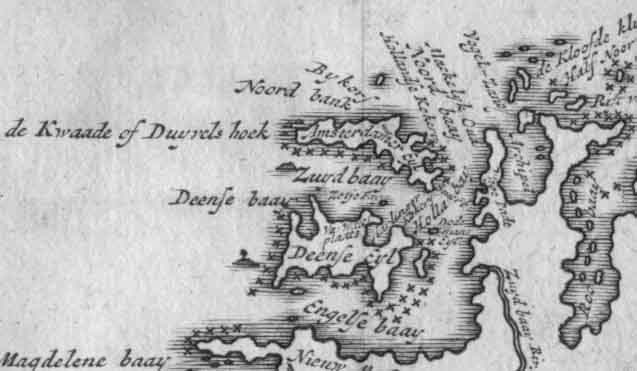
Amsterdamøya in una mappa del 1720

Amsterdamøya è stata avvistata per la prima volta da Willem Barents nel 1556. Gli olandesi la occuparono nel 1614 (probabilmente l'anno in cui fu nominata), costruendo una stazione temporanea di baleniere sul promontorio a sud-est. Nel 1619 fu costruita una stazione semi-permanente, che venne chiamata Smeerenburg. Lo stabilimento iniziò il suo declino nel 1640 e venne abbandonato qualche anno prima del 1660.